# Tatort: Alles was Sie sagen
Alles was Sie sagen ist ein Fernsehfilm aus der Krimireihe Tatort. Der vom NDR produzierte Beitrag wurde am 22. April 2018 im Ersten ausgestrahlt. Es ist die 1056. Folge der Reihe und der zehnte Fall von Kriminalhauptkommissar Thorsten Falke.

## Handlung
Thorsten Falke und Julia Grosz ermitteln gegen den syrischen Flüchtling Abbas Khaled als mutmaßlichen Kriegsverbrecher. Dieser bemüht sich musterhaft um Integration in Lüneburg, entzieht sich jedoch einer Personenüberprüfung. Bei einem Zugriff, den Falke und Grosz allein vorbereitet hatten und nun ausführen wollen, müssen sie feststellen, dass die Lüneburger Polizei, die die Ermittler der Bundespolizei eigentlich unterstützen sollen, ebenfalls am Zugriffsort ist, aber nicht von ihnen informiert wurde. Entsprechend geht der Einsatz nicht glatt und der Flüchtige entkommt, jedoch wird dessen Schwester durch einen Schuss tödlich verletzt. Aus Falkes Waffe wurde ein Schuss abgefeuert und Joachim Rehberg, Leiter der Lüneburger Polizeidienststelle, beschuldigt Falke für den Tod der Frau verantwortlich zu sein. Bei der polizei-internen Befragung durch Rehberg gibt es Widersprüche zwischen den Aussagen von Falke und Grosz. Beide schildern den Ablauf des Zugriffs jeweils aus der eigenen Sicht, und Rehberg versucht unterschwellig, Grosz gegen ihren Kollegen aufzuwiegeln. Dabei fühlt sich Rehberg den beiden sehr überlegen und ahnt nicht, dass Falke und Grosz mit ihrem „Schauspiel“ nur beabsichtigen, ihn zu überführen. Schon während ihrer Suche nach dem flüchtigen Khaled war den Ermittlern der Bundespolizei aufgefallen, dass es eine undichte Stelle bei der Polizei geben musste, was letztendlich in dem verpatzten Zugriff mündete. Bei dem ganzen Durcheinander hatten die Ortspolizisten nicht bemerkt, dass Khaled gar nicht geflohen war, sondern Falke ihn in Sicherheit gebracht hatte, da der Schuss, der seine Schwester traf, eindeutig ihm galt. Khaled war, unmittelbar nachdem er sich der Personenüberprüfung entzogen hatte, hilfesuchend zu Ibrahim Al-Shabaan, dem Chef eines libanesischen Drogen-Clans, gegangen, der seit Jahren die Polizei in Lüneburg „gekauft“ hat. Dort wurde er Zeuge, wie Joachim Rehberg offensichtlich Geld von Al-Shabaan annahm. Damit dieser Korruptionsskandal nicht herauskommt, hatte Rehberg versucht, Khaled zum Schweigen zu bringen und wollte nun Falke für alles verantwortlich machen. Dieser dreht den Spieß allerdings um und ehe sich Rehberg versieht, tappt er in die für ihn vorbereitete Falle, denn nachdem er herausgefunden hatte, wo Khaled sich versteckt hält, informierte er Al-Shabaan, um „das Problem“ endgültig aus dem Weg zu räumen. Falke erwartete die Libanesen bereits und nahm sie fest. Anhand des letzten Anrufs auf Al-Shabaans Handy konnte Falke Rehberg als Auftraggeber überführen.
Die Anschuldigung gegen Khaled ein Kriegsverbrecher zu sein, kann Falke entschärfen, da seine Ermittlungen ergaben, dass der Syrer lediglich als Koch für die Militär-Miliz gearbeitet und das auch nicht freiwillig getan hatte. Nur durch die Flucht ins Ausland konnte er sich dem entziehen und sich und seine Schwester in Sicherheit bringen.

## Hintergrund
Der Film wurde vom 17. Oktober 2017 bis zum 16. November 2017 in Lüneburg, Hamburg und Umgebung gedreht.

## Rezeption

### Kritiken
Thomas Gehringer von tittelbach.tv kam zu dem Urteil: „'Alles was Sie sagen' […] ist der vierte und bisher beste gemeinsame Fall des NDR-Duos Thorsten Falke & Julia Grosz. Franziska Weisz kommt hier endgültig im 'Tatort' an, Wotan Wilke Möhring vergnügt als missmutiger, eifersüchtiger Kollege unter Tatverdacht. Erzählt wird im Wechsel aus Rückblenden und kammerspielartigen Vernehmungen – ein cleveres Spiel mit Erinnerungen und vermeintlichen Wahrheiten, das am Ende überraschend aufgelöst wird. Die klassische 'Tatort'-Mischung aus zeitkritischem Thema (Flüchtlinge und Migration) und spannender Krimi-Unterhaltung geht hier überzeugend auf.“
stern.de urteilte ebenfalls recht anerkennend: „Ja. Der Krimi ist spannend, die Schauspieler überzeugend, die Dialoge glaubhaft und die unterschiedlichen Versionen der Wahrheit der beiden Ermittler werden klug gegeneinander geschnitten. Ebenfalls bemerkenswert: Obwohl der Film mit vielen Rückblenden erzählt wird, verliert man nie den Faden. Die Kommissare geben während der Verhöre immer wieder Überleitungen oder erklären Zusammenhänge - in diesem Sinn ist der Krimi ein filmisches Meisterstück.“
Christian Buß von Spiegel Online wertete: „Die 'Tatort'-Folge 'Alles was Sie sagen' ist ein schneller, smarter süffiger Krimi geworden, in dem einer den anderen aufs Kreuz legt. […] Regisseur Özgür Yildirim gehört zu jenen jüngeren Filmemachern, die große Themen gekonnt als kleine Genrestücke anlegen, ohne dass seine Arbeiten dabei zynisch wirken. […] Yildirim findet stimmige Bilder für die Brüchigkeit der Erzählung: Er zeigt die Charaktere durchs Display der Verhörkamera, durch Gitter von Industrieanlagen, durch flackernde Überwachungsapparaturen.“
Beim Weserkurier schrieb Alexandra Knief: „Trotz Einstieg mit Knall braucht der 'Tatort' mit dem Titel 'Alles was Sie sagen' eine Weile, um in Gang zu kommen, lohnt sich dann aber allemal.“

### Einschaltquote
Die Erstausstrahlung von Alles was Sie sagen am 22. April 2018 wurde in Deutschland von 8,22 Millionen Zuschauern gesehen und erreichte einen Marktanteil von 24,5 % für Das Erste.